# Karabinersitz

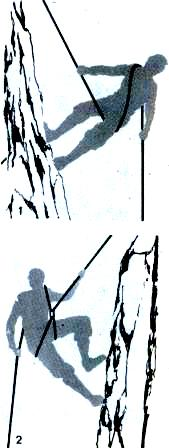
Abseilmethoden
1 Dülfersitz
2 Karabinersitz

Der Karabinersitz ist eine historische Abseilmethode.
Seit der Verbreitung des Halbmastwurfs hat die Methode keine Bedeutung mehr.

## Vorgehensweise
Das Seil wird mit zwei bis drei Windungen durch den Karabiner der Sitzschlinge eingehängt. Anschließend wird es über eine Schulter umgelenkt und über den Rücken diagonal zur gegenüberliegenden Hand geführt, die zum Bremsen benutzt wird. Die zentrale Aufhängung über die Sitzschlinge erlaubt eine stabilere Position als beim Dülfersitz. Außerdem wird ein geringer Teil der Reibung durch die Seilwindungen erzeugt und entlastet die Oberschenkel. Es besteht außerdem die Möglichkeit, mit Prusikknoten zu hintersichern.